# Demidoff fülesmakija
Demidoff fülesmakija, más néven Demidoff galágója (Galagoides demidovii) a legkisebb galágófaj, az ember tenyerében is elfér. Bundája felül barna, alsó teste és a lábai sárgásak. Szeme feltűnően nagy, füle viszonylag rövid. Közép-Afrikában és a Délnyugat-Afrikai tengerpartok közelében lévő őserdőkben él. Gyakran nappal is mozog. Fogságban könnyen tartható, rovarokat, tejet és gyümölcsöket eszik.